# Knob Noster (Misuri)
Knob Noster es una ciudad ubicada en el condado de Johnson en el estado estadounidense de Misuri. En el Censo de 2010 tenía una población de 2709 habitantes y una densidad poblacional de 360,18 personas por km².

## Geografía
Knob Noster se encuentra ubicada en las coordenadas 38°46′3″N 93°33′41″O / 38.76750, -93.56139. Según la Oficina del Censo de los Estados Unidos, Knob Noster tiene una superficie total de 7.52 km², de la cual 7.46 km² corresponden a tierra firme y (0.86%) 0.06 km² es agua.

## Demografía
Según el censo de 2010, había 2709 personas residiendo en Knob Noster. La densidad de población era de 360,18 hab./km². De los 2709 habitantes, Knob Noster estaba compuesto por el 80.03% blancos, el 9.12% eran afroamericanos, el 0.63% eran amerindios, el 3.1% eran asiáticos, el 0.74% eran isleños del Pacífico, el 2.18% eran de otras razas y el 4.21% pertenecían a dos o más razas. Del total de la población el 6.79% eran hispanos o latinos de cualquier raza.